# Gaio Celio Rufo
Gaio Celio Rufo (in latino: Gaius Caelius Rufus; 20 a.C. circa – dopo il 17) è stato un magistrato romano, console dell'Impero romano.

## Biografia
Proveniente con ogni probabilità da una famiglia originaria di Tusculum, Celio era figlio dell'homo novus Gaio Celio (Rufo?), console nel 4 a.C.
Della carriera di Celio, non molto è noto. Probabilmente fu edile nella natia Tusculum insieme ad un Gaio Caninio Rebilo, mentre sicuramente fu praetor aerarii nel 13. Solo quattro anni dopo, sfruttando il nuovo rango consolare e forse una oggi inspiegabile vicinanza a Tiberio, Celio divenne console ordinario dal gennaio al giugno del 17 insieme a Lucio Pomponio Flacco, sostituiti alle calende di luglio dalla coppia composta da Gaio Vibio Marso e Lucio Voluseio Proculo. Dopo il consolato, la figura di Celio, di cui non sono noti figli, scompare dagli annali della storia.